# Logan, Iowa
Logan là một thành phố thuộc quận Harrison, tiểu bang Iowa, Hoa Kỳ. Năm 2010, dân số của thành phố này là 1534 người.

## Dân số
Dân số qua các năm:
- Năm 2000: 1545 người.
- Năm 2010: 1534 người.